# Joan Lavender Bailie Guthrie
Joan Lavender Bailie Guthrie o Laura Gray (1889-1914) fou una sufragista escocesa i membre de la Unió Social i Política de les Dones (WSPU).

## Biografia
Joan Guthrie nasqué al 1899 a Glasgow en una família adinerada.

## Sufragista
Entrà en la WSPU amb 18 anys. El 1912 participà en una acció en què es trencaren finestres, per això la tancaren a la presó Holloway. En la presó, col·laborà en el Holloway Jingles, un recull de poesia publicat per la sucursal de Glasgow de la WSPU. Sembla que el seu poema To DR està dedicat a la sufragista Dorothea Rock.
Participà en una vaga de fam i fou alimentada a la força. Sembla que fou addicta al barbitúric barbital, que minorava el dolor causat per les seqüeles de l'alimentació forçosa.(1)
Li concediren la Medalla de vaga de fam pel seu valor, atorgada per la WSPU.
Va morir molt jove, a l'edat de 25 anys, per una sobredosi de barbital.